# 타일러 블랙번
타일러 블랙번(Tyler Blackburn, 1986년 10월 12일 ~ )은 미국의 배우이다.

## 출연 작품
- 헬로 어게인 (2017)
- 사랑만 있으면 되나요? (2016)
- 프리티 리틀 라이어스 6 (2015)
- 프리티 리틀 라이어스 5 (2014)
- 프리티 리틀 라이어스 4 (2013)
- 프리티 리틀 라이어스 3 (2012)
- 프리티 리틀 라이어스 2 (2011)
- 피치 플럼 페어 (2011)
- 프리티 리틀 라이어스 1 (2010)